# NGC 2090
NGC 2090 (другие обозначения — ESO 363-23, MCG −6-13-9, AM 0545-341, IRAS05452-3416, PGC 17819) — спиральная галактика (Sc) в созвездии Голубь.
Этот объект входит в число перечисленных в оригинальной редакции «Нового общего каталога».
В галактике обнаружено 34 цефеиды с периодами изменения яркости от 5 до 58 дней. Также у NGC 2090 имеется расширенный диск, видимый в ультрафиолетовом диапазоне.